# Boguszyce Małe
Boguszyce Małe [pronunciación en polaco: /bɔɡuˈʂɨt͡sɛ ˈmawɛ/] es un pueblo ubicado en el distrito administrativo de Gmina Rawa Mazowiecka, dentro del Distrito de Rawa, Voivodato de Łódź, en Polonia central. Se encuentra aproximadamente a 5 kilómetros al suroeste de Rawa Mazowiecka y a 50 kilómetros al este de la capital regional Łódź.